# Medusa (sommergibile 1932)
Il Medusa è stato un sommergibile della Regia Marina.

## Storia
Una volta entrato in servizio fu dislocato a Messina.
Nel corso del 1934 svolse un lungo viaggio di addestramento nel bacino orientale del Mediterraneo.
Nel 1935 agli ordini del tenente di vascello Cristiano Masi nell'ambito dell'8ª squadriglia, cambiò base con Lero, venendo poi nuovamente spostato a Messina dopo un anno.
Nel 1939 fu assegnato alla 72ª Squadriglia Sommergibili (VII Gruppo) di Cagliari, e così si trovava all'ingresso dell'Italia nel secondo conflitto mondiale.
Svolse la sua prima missione (offensiva) di guerra nei pressi di Ajaccio, facendo ritorno a Cagliari il 14 giugno 1940 senza aver avvistato unità avversarie.
Il 24 settembre, diretto nella sua zona (al largo di Philippeville) al comando del capitano di corvetta Enzo Grossi, fu bersaglio dell'attacco di un idrovolante Short Sunderland, che respinse e danneggiò.
Il 9 novembre 1940 partì da Cagliari, diretto nelle acque prospicienti l'isola La Galite, insieme con altri quattro sommergibili, in opposizione all'operazione britannica «Coat» (con vari obiettivi, tra i quali l'invio di navi da guerra da Gibilterra ad Alessandria, di un convoglio a Malta e in Grecia, l'attacco aerosilurante contro Taranto e l'attacco a convogli italiani nel Basso Adriatico), ma rientrò senza aver individuato unità nemiche.
Fu poi impiegato lungo le coste dell'Algeria.
In tutto, dal giugno 1940 al marzo 1941, compì dieci missioni, tutte infruttuose.
Il 5 marzo 1941 fu assegnato alla Scuola Sommergibili di Pola, per la quale svolse varie missioni addestrative.
Il 30 gennaio 1942, mentre, al comando del capitano di corvetta Enrico Bertarelli, faceva ritorno da una missione di addestramento svolta nel golfo del Carnaro, più precisamente tra Cherso e le coste istriane (dei 60 uomini a bordo 27 – 6 ufficiali e 21 sottocapi e marinai – erano allievi) insieme col piroscafo Grado, col sommergibile Mameli e con la vecchia torpediniera Insidioso, fu avvistato dal sommergibile HMS Thorn, che emerse e, da un chilometro, gli lanciò quattro siluri.
Tre delle armi furono evitare grazie a manovre evasive, ma l'ultimo siluro andò a segno alle 14.05: il Medusa affondò in una decina di secondi nel punto 44°45' N e 13°36' E, a circa un chilometro dall'isola di Fenera. In coperta si trovavano sette uomini, tutti ufficiali: di questi, il comandante Bertarelli, ferito, cercò di porre in salvo qualcuno dei membri dell'equipaggio, ma fu trascinato a fondo dal risucchio; altri tre furono uccisi dallo scoppio o annegarono e solo tre, feriti, sbalzati in mare dall'esplosione, furono recuperati dal sopraggiunto piroscafo Carlo Zeno (uno dei tre superstiti, il guardiamarina Arturo Fei, morì poi per le ferite nell'ospedale di Pola); il tenente Gaetano Arezzo della Targia fu uno dei due soli superstiti di quell'attacco.
Il resto dell'equipaggio – 53 uomini – affondò con il sommergibile: ma 14 di essi rimasero vivi, intrappolati in un compartimento poppiero, riuscendo a comunicare con i soccorritori tramite la boa telefonica; nel locale la luce era venuta meno, filtrava acqua dal compartimento adiacente (quello dei motori diesel) e l'aria era molto viziata.
Subito si attivarono i soccorsi. All'1.20 del 31 ebbe inizio il pompaggio dell'aria (tramite manichette collegate da palombari novanta minuti prima) da parte del sommergibile Otaria, ma per il resto della notte le operazioni dovettero essere sospese per il maltempo (che aveva provocato anche la rottura del cavo telefonico). La mattinata seguente il pontone GA. 141 (fatto partire da Pola) tentò di imbragare il sommergibile, ma dovette allontanarsi a causa del mare mosso e rifugiarsi in un'insenatura, preceduto dalle unità minori.
Verso le sette di sera dello stesso giorno l'ancora dell'Otaria perse la tenuta sul fondo; le manichette si strapparono e anche il sommergibile – unica unità rimasta ad assistere i superstiti del Medusa – dovette allontanarsi.
La tempesta proseguì il 2 ed il 3 febbraio, e quando, il 4, fu possibile riprendere i tentativi di soccorso, non c'era ormai più nulla da fare.
In tutto il Medusa aveva svolto 10 missioni offensivo-esplorative e 9 di trasferimento, per complessive 6311 miglia di navigazione in superficie e 578 in immersione.
Verso la metà del 1943 ebbero inizio le operazioni di recupero del relitto, che fu sezionato in due tronconi; le due parti furono portate a galla il 15 giugno e fu effettuato il recupero dei corpi. La parte prodiera fu smantellata, mentre il troncone poppiero, caricato anch'esso su di un pontone, finì nuovamente in acqua e affondò poco fuori dal porto di Pola a causa di un errore.
La sezione poppiera del Medusa (lungo circa 25 metri) giace su un fondale di circa 40 metri, nei pressi di Punta Verudela.